# GRB 050904

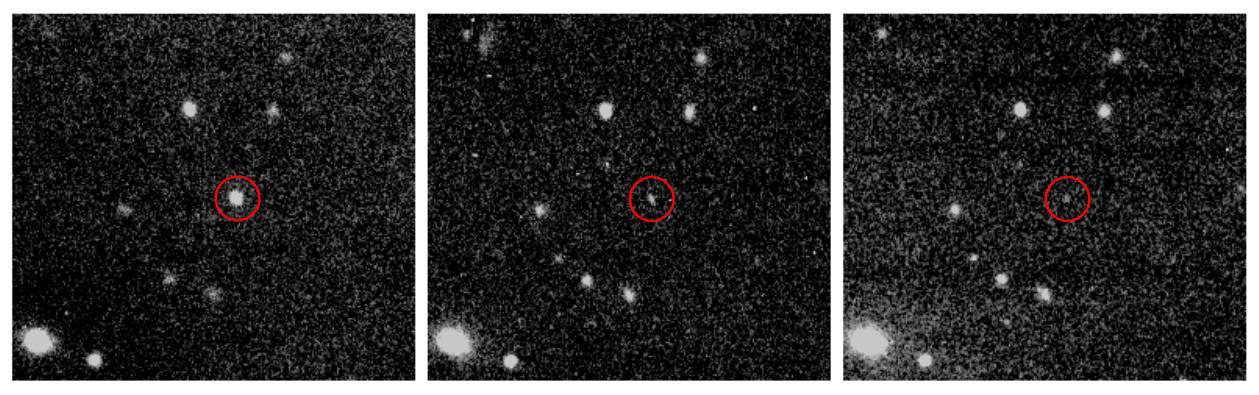
Aufnahme des 4,1-m-Teleskops des Southern Observatory for Astrophysical Research (SOAR), auf der das Nachleuchten von GRB 050904 im Infrarotbereich entdeckt wurde.

GRB 050904 ist die Bezeichnung eines Gammablitzes, der am 4. September 2005 um 01:51:44 Uhr UTC mit Hilfe des NASA-Satelliten Swift beobachtet wurde.
Da von dem terrestrischen Teleskop SOAR das Nachglühen des Ereignisses (im nahen Infrarot) auch optisch erfasst wurde, sind Position und Rotverschiebung bekannt.
Der Gammablitz trat in einer Entfernung von 12,7 Milliarden Lichtjahren (z=6,29) auf und war im Sternbild Fische auf der Position RA=00h54m41s Dec=N14°08′17″ zu beobachten. Der Gammablitz dauerte etwa 200 Sekunden und gehört damit zu den langen GRBs, welche mit Supernovae in Verbindung gebracht werden. Er war bis zur Entdeckung des Gammablitzes GRB 080913 2008 der von der Erde am weitesten entfernte GRB, und damit eines der ältesten dokumentierten Ereignisse im Universum. Die Dauer von 200 Sekunden ist dabei ein Ergebnis der kosmologischen Expansion. Für einen nahen Beobachter wäre das Ereignis um den Faktor {\displaystyle z+1=7{,}29} schneller, also in weniger als einer halben Minute abgelaufen.

## Beobachtung

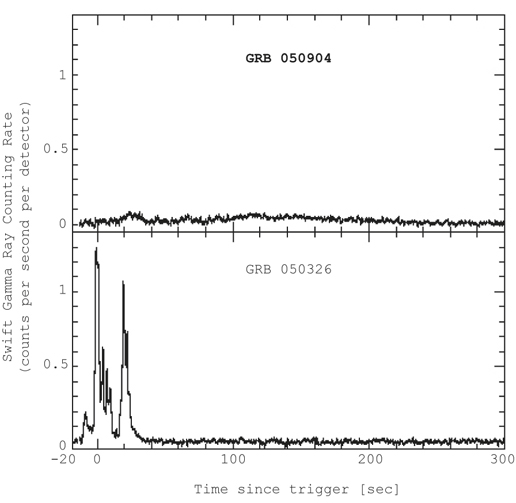
Counting rate basierend auf Daten des NASA-Satelliten Swift. Die obere Grafik ist für den stark rotverschobenen Ausbruch vom 4. September 2005 (GRB 050904). Die untere Grafik zeigt einen typischen Ausbruch als Vergleich (GRB 050326).

### Vorläuferstern
Die Ursache für den Gammablitz war vermutlich ein Riesenstern, dessen Existenz mit einer gewaltigen Explosion vor Urzeiten beendet wurde. Das berichten Forscher in einer Ausgabe des britischen Fachjournals „Nature“. Bei der Explosion sei innerhalb weniger Minuten 300 Mal mehr Energie frei geworden, als die Sonne in ihrem gesamten Leben von 10 Milliarden Jahren abgeben werde. Allgemein vermuten Wissenschaftler, dass lange Gammablitze auf extrem massereiche, kollabierende Sterne zurückzuführen sind, sogenannte Hypernovae. Von den Daten erhoffen sich die Wissenschaftler nun neue Einblicke in die Entstehung der ersten Sterne und Galaxien im jungen Universum.

### Entfernung
Der Gammablitz stellte mit einer Entfernung von etwa 12,7 Milliarden Lichtjahren einen neuen Entfernungsrekord für GRBs auf und ist das bis heute viertälteste dokumentierte Ereignis im Universum. In der Entfernung wird er nur durch den am 13. September 2008 registrierten GRB 080913 und den am 23. April 2009 entdeckten GRB 090423 übertroffen. Der gigantische Kollaps ereignete sich weniger als 900 Millionen Jahre nach dem Urknall, ein Zeitpunkt, zu dem das Weltall gerade etwa 6 % seines heutigen Alters erreicht hatte, erste Sterne und Galaxien hatten sich gerade gebildet.
Der Entfernungsrekord für eine kosmische Explosion übertraf den vorherigen um fast 500 Millionen Lichtjahre. Der bisherige Rekordhalter hatte eine Entfernung von 12,3 Mrd. Lichtjahren (z=4,5).

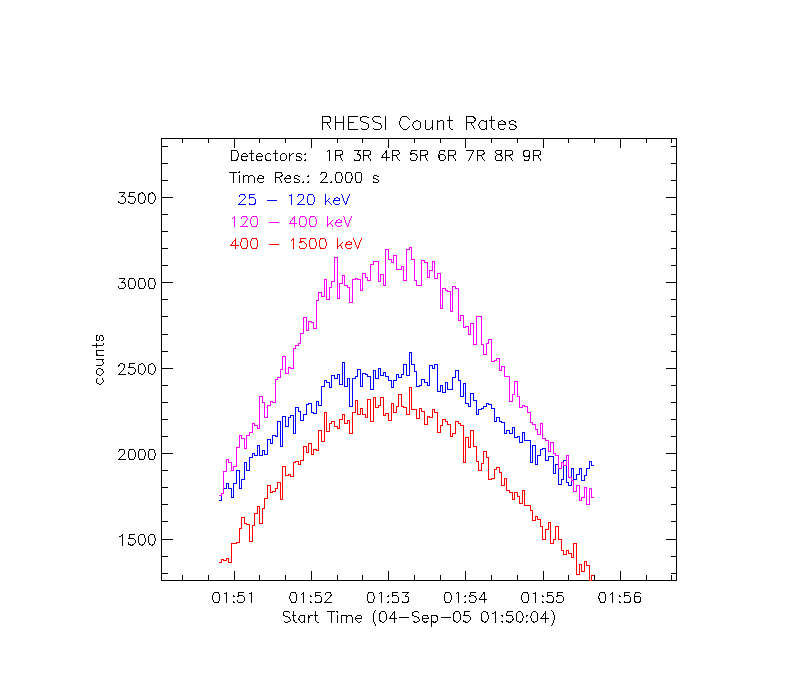
RHESSI Counting rate in Abhängigkeit von der Zeit

### Nachleuchten
Der erste Hinweis für seine Entfernung brachte die Erkenntnis, dass das Nachleuchten (Afterglow) nicht im optischen Bereich gemessen werden konnte, sondern Wellenlängen im Infrarotbereich erfasst wurden. Die große Distanz zum GRB hat zur Folge, dass die Strahlung aufgrund der Rotverschiebung zu Wellenlängen niedrigerer Energie verschoben wird. Wegen der durch Materie zwischen dem Gammablitz und der Erde bedingten Absorption erreicht uns die emittierte UV- und Gammastrahlung nicht.